# 圣方济各沙勿略堂 (新加坡)
圣方济各沙勿略堂(英語：Church of St Francis Xavier)是一座位于新加坡实龙岗花园的罗马天主教教堂，属于天主教新加坡总教区。该堂创建于1957年，祝圣于1959年1月11日。目前该堂可容纳5000人。